# Mikkolanvaara
Mikkolanvaara är en kulle i Finland. Den ligger i Övertorneå kommun i landskapet Lappland, i den norra delen av landet, 700 km norr om huvudstaden Helsingfors. Toppen på Mikkolanvaara är 152 meter över havet, eller 54 meter över den omgivande terrängen. Bredden vid basen är 4,1 km.
Terrängen runt Mikkolanvaara är huvudsakligen platt. Runt Mikkolanvaara är det glesbefolkat, med 8 invånare per kvadratkilometer. Närmaste större samhälle är Övertorneå, 16,5 km väster om Mikkolanvaara. 